# Règle Buffett
Pour les articles homonymes, voir Buffett.

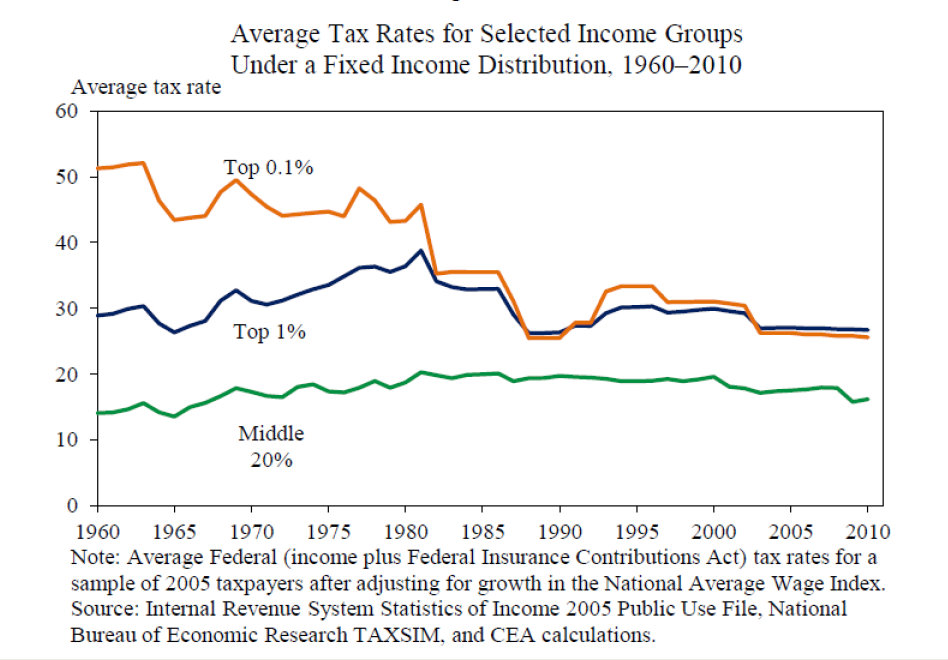
Taux d'imposition moyen pour certaines tranches de revenus dans le cadre d'une distribution à revenu fixe, 1960-2010.

La règle Buffett fait partie d’un plan fiscal qui obligerait millionnaires et milliardaires à payer le même taux d’imposition que les ménages des classes moyennes. Elle est proposée par le président Barack Obama en 2011. Le plan fiscal proposé appliquerait un taux d'imposition sur le revenu minimal de 30 % aux personnes gagnant plus d'un million de dollars par an,. Selon le gouvernement américain, le nouveau taux d'imposition affecterait directement 0,3 % des contribuables.

## Histoire

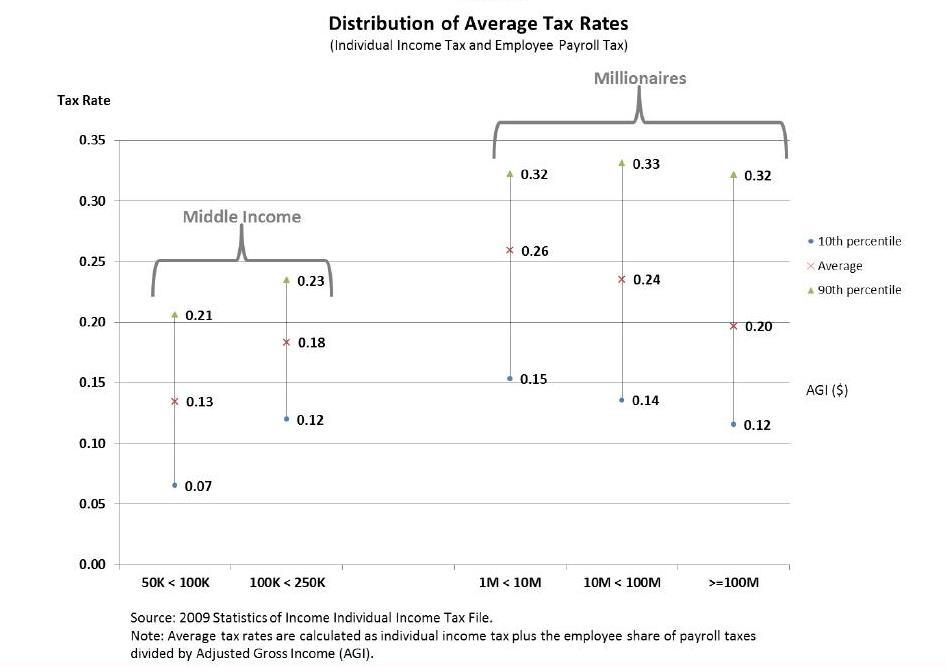
Répartition des taux moyens d'imposition, y compris l'impôt sur le revenu des personnes physiques et les charges sociales.

La règle Buffett doit son nom à l'investisseur américain Warren Buffett, qui déclare publiquement début 2011 qu'il pense qu'il est injuste que les riches, tel que lui, puissent payer moins d'impôts fédéraux en proportion de leurs revenus, que la classe moyenne, et promeut une augmentation de l’impôt sur le revenu des plus riches. La règle mettrait en œuvre un taux d’imposition minimum plus élevé pour les contribuables appartenant à la tranche de revenus la plus élevée, afin de garantir qu’ils ne paient pas un pourcentage d’impôts inférieur à celui des Américains les moins riches. En octobre 2011, le leader démocrate du Sénat Harry Reid propose une surtaxe de 5,6 % sur toute personne gagnant plus d’un million de dollars par an pour financer les nouvelles mesures de relance, mais la proposition n'est pas mise en œuvre.
Une déclaration du gouvernement publiée en janvier 2012 définit la règle comme faisant partie de « mesures visant à garantir que toute personne gagnant plus d'un million de dollars par an paie un taux d'imposition effectif minimum d'au moins 30 %… mise en œuvre d'une manière équitable, y compris sans désavantager les personnes qui font d'importantes contributions caritatives. » Le gouvernement déclare également qu'« aucun ménage gagnant plus d'un million de dollars par an ne devrait payer une part de son revenu en impôts inférieure à celle d'une famille de classe moyenne ».
La règle Buffett ne figure pas dans la proposition de budget du président pour 2012 et le gouvenrement le souligne initialement comme une ligne directrice plutôt que comme une initiative législative. La règle, cependant, est ensuite soumise à la délibération sous le nom de projet de loi du Sénat américain S. 2059, Paying a Fair Share Act of 2012,. Le 16 avril 2012, le projet de loi reçoit 51 votes pour, mais est stoppé par une obstruction républicaine qui nécessite 60 votes pour dans le but de déboucher sur un débat et à un vote sur l'adoption finale.

## Effets possibles
S'il est adopté, le changement de règle entraînerait 36,7 milliards de dollars de recettes fiscales supplémentaires par an (367 milliards de dollars au cours de la prochaine décennie), selon une analyse de janvier 2012 réalisée par la Tax Foundation, un groupe de réflexion. Ces chiffres supposent que les réductions d'impôts de 2001, 2003 et 2010 ne soient pas prolongées. Si les réductions d’impôts de 2001 à 2010 n’expirent pas comme prévu, les recettes estimées selon la règle de Buffett s’élèveraient à 162 milliards de dollars sur la décennie. Une étude alternative publiée le même mois par Citizens for Tax Justice, un groupe de réflexion libéral favorable au changement, déclare que le changement ajouterait 50 milliards de dollars par an aux recettes fiscales (500 milliards de dollars sur la décennie). En mars 2012 le Comité mixte du Congrès américain sur la fiscalité publie une lettre estimant que la règle Buffett permettrait de récolter 46,7 milliards de dollars au cours de la prochaine décennie. Les estimations divergentes sont dues à des hypothèses différentes sur les détails de la règle de Buffett. Par exemple, le Comité mixte sur la fiscalité suppose que de nombreux contribuables à revenus élevés réduiraient le montant des plus-values réalisées en un an pour tomber en dessous du seuil de la règle de Buffett.
Les 47 milliards de dollars estimés compenseraient de 0,7 % l'augmentation des dépenses de 6 400 milliards de dollars au cours de la prochaine décennie, estimée par le Congressional Budget Office, sur la base du plan budgétaire 2013 du président Obama. En utilisant l’estimation la plus élevée de la Tax Foundation, les 367 milliards de dollars estimés compenseraient de 5,7 % les 6 400 milliards de dollars de dépenses au cours de la prochaine décennie.
Le budget de 2013 proposé par l'administration Obama prévoit que la règle Buffett devrait remplacer l'impôt minimum alternatif. Le Comité mixte sur la fiscalité calcule que la règle Buffett et l'abrogation de l'impôt minimum alternatif augmenteraient le déficit de 793,3 milliards de dollars au cours de la prochaine décennie. La perte projetée de 793,3 milliards de dollars ne tient cependant pas compte des mesures supplémentaires proposées, notamment l'augmentation progressive de l'âge de la retraite et les cotisations à vie sur les charges sociales portées à 190 000 dollars d'ici 2020, soit environ 22 000 dollars de plus que ce qu'elles seraient en vertu de la loi actuelle.
L'inégalité fiscale s'explique en partie par le fait que les revenus provenant des plus-values à long terme sont imposés à un taux maximum de 23,8 %. Les experts ne savent pas exactement combien de personnes seraient concernées par cette proposition. Une étude réalisée en octobre 2011 par le Congressional Research Service révèle qu'une règle de taux d'imposition minimum de 30 % signifierait que jusqu'à 200 000 contribuables, soit l'équivalent de 0,06 % des citoyens américains, paieraient plus.

## Réactions

### Soutien
Paul Krugman, chroniqueur au New York Times et économiste lauréat du prix Nobel, écrit en janvier 2012 que « des impôts aussi bas pour les très riches sont indéfendables ». Il a déclaré que « le bilan économique ne soutient certainement pas l'idée selon laquelle des impôts très bas pour les super riches sont la clé de la prospérité », affirmant que depuis que l'économie américaine a créé 11,5 millions d'emplois au cours du premier mandat du président Bill Clinton, lorsque le taux d'imposition des plus-values était supérieur à 29 %, il pense qu’il n’y a aucune véritable raison de ne pas augmenter le taux d’imposition.
Un sondage CBS News / New York Times publié en janvier 2012 rélève que 52 % des Américains sont d'accord sur le fait que les investissements devraient être imposés au même taux que les revenus. Un sondage Gallup publié en avril 2012 révèle également que 60 % des Américains soutiennent cette règle. Un sondage similaire publié plus tard dans le mois par CNN révèle que 72 % des Américains soutiennent l'idée,.

### Opposition
Le représentant républicain Paul Ryan, qui était président de la commission du budget de la Chambre des représentants, critique les nouvelles dispositions fiscales. Il a qualifié cela de guerre de classes et a également déclaré que cela aurait un impact négatif sur la création d’emplois et les investissements. Le chef républicain de la minorité sénatoriale, Mitch McConnell, déclare que les conditions de l'économie américaine sont trop peu propices à une augmentation des impôts. Le président républicain de la Chambre John Boehner s'est prononcé contre la règle proposée et déclare qu'« il y a une raison pour laquelle nous avons des taux bas sur les gains en capital... parce que cela stimule de nouveaux investissements dans notre économie et permet aux capitaux de circuler plus rapidement ». Dana Milbank du Washington Post critique la taxe proposée comme étant médiocre, déclarant que le président Obama donne la priorité à la règle de Buffett plutôt qu'à l'impôt minimum alternatif pour des raisons politiques et non économiques.